# Horatio Thomas Austin
Horatio Thomas Austin (1801 – 1865) è stato un esploratore britannico.
È celebre soprattutto per aver comandato una spedizione artica alla ricerca di John Franklin nel 1850.